# Osbornia cornuta
Osbornia cornuta är en insektsart som beskrevs av Ball 1910. Osbornia cornuta ingår i släktet Osbornia och familjen sköldstritar. Inga underarter finns listade i Catalogue of Life.